# Röllikesnyltrot
Röllikesnyltrot (Orobanche purpurea) är en klorofyllfri, flerårig ört som parasiterar på röllikans (Achillea millefolium) rötter. Stjälken är ogrenad, upprätt och körtelhårig – ofta blåviolett med spridda fjäll och blir upp till fyra decimeter hög. Blomningen sker i juli med blåvioletta, kortskaftade blommor som sitter i en gles axlik ställning. Blommorna är 18-28 millimeter långa och har stödblad, två förblad och ett sambladigt omkring 1 centimeter långt foder med fyra smala flikar - vilket gör dem unika i snyltrotssläktet. Kronan är tvåläppig med framåtriktade spetsiga flikar. Blomman har 4 ståndare på kala eller upptill gleshåriga ståndarsträngar och 1 stift, med 2-flikigt märke. Fruktämnet är enrummigt och den bildade kapseln har många frön.

## Utbredning
Röllikesnyltrot är mycket sällsynt i Sverige och är endast känd från ett fåtal platser på Öland, som är dess nordligaste förekomst i Europa. Den växer på kulturpåverkad ängsmark. Första fynduppgift i Sverige är från Glömminge socken på Öland där den hittades av Rikard Sterner den 8 juli 1924.

## Etymologi
Artnamnet purpurea kommer av latinets purpureus (purpurfärgad) och syftar på växtens violetta färg.